# Овчинников, Александр Анатольевич
Алекса́ндр Анато́льевич Овчи́нников (11 ноября 1938 года, Москва, СССР — 5 марта 2003 года, Москва, Россия) — советский и российский физик-теоретик, физикохимик, член-корреспондент АН СССР (1981), член-корреспондент РАН (1992).
Старший брат — химик и биохимик, педагог, академик и вице-президент Академии наук СССР Ю. А. Овчинников (1934—1988).

## Биография
Родился 11 ноября 1938 года в Москве.
В 1955 году — окончил физический факультет МГУ, после окончания которого работал в лаборатории квантовой механики и статистической физики Научно-исследовательского физико-химического института имени Л. Я. Карпова.
Доктор физико-математических наук (1971). Профессор (1977).
С 1982 года — работал в Институте химической физики РАН (позже — в Институте биохимической физики РАН), где организовал и возглавлял отдел электроники органических материалов.
С 1998 по 2002 годы — работал в Институте Макса Планка в Дрездене.
В 1981 году — избран членом-корреспондентом АН СССР, в 1992 году — стал членом-корреспондентом РАН.
Умер 5 марта 2003 года, похоронен на Троекуровском кладбище Москвы.

## Научная деятельность
Специалист в области квантовой химии.
Развил теорию строения больших молекул с сопряженными связями, основанную на принципах квантовой механики и эмпирическом материале, позволяющую прогнозировать физико-химические свойства вещества (1966); теорию колебательных и электронно-колебательных состояний больших молекул в конденсированной фазе (1969—1972); предсказал возможность фазовых переходов в органических полупроводниках и металлах, происходящих под давлением и связанных с изменением ионного состояния(1973—1975); разработал теорию окислительно-восстановительных реакций в полярных средах.
Вел преподавательскую деятельность в должности профессора МФТИ и заведующего кафедрой физической химии Московского института тонкой химической технологии.
Создатель научной школы, изучающую электронные свойства органических материалов.
В числе его трудов по квантовой химии больших органических молекул: «Об электронных свойствах квазиодномерных систем» (1974), «Кинетика диффузионно-контролируемых химических процессов» (1986).